# カネヨリマサル
カネヨリマサルは、日本のスリーピースロックバンド。2014年結成、2023年メジャーデビュー。

## メンバー

### 現メンバー
- ちとせ みな（1995年6月22日（30歳） - ）：ギター、ボーカル
バンドの中心人物で、ほぼ全楽曲[注 1]の作詞・作曲を行う。
高校の軽音楽部時代は主にキーボードを担当しており、カネヨリマサルを結成するにあたりギターボーカルに転向した[注 2][2]。
- いしはら めい（1996年1月25日（29歳） - ）：ベース
バンド結成の発起人。キャットミュージックカレッジ専門学校卒業[3]。
- もりもと さな（1997年5月27日（28歳） - ）：ドラム
2018年1月加入。カネヨリマサル加入前は「ぱぷりか」というバンドに在籍していた。

### 元メンバー
- さえ（1995年9月27日（29歳） - ）：ドラム
結成～2017年5月まで在籍。

### サポートメンバー
- マツムラ ユウスケ（1996年2月18日（29歳） - ）：ドラム
WOMCADOLEのメンバー。2017年6月9日「LITTLE CIRCUS～ヒジオカ編～」にてサポート。

## 来歴
| 2014年 | 03月000  | 大阪府立柴島高等学校の軽音楽部仲間であるちとせ、いしはら、さえの3人で結成。                                                                                    |
|        | 10月000  | 「十代白書 2015」にエントリー。1次審査を突破したが、メンバーの諸事情により2次審査を辞退している。                                                              |
| 2015年 | 05月000  | 「eo Music Try 2015」、「未確認フェスティバル 2015」にエントリー（いずれも2次審査落選）。                                                                      |
| 2016年 | 04月16日 | 初の自主制作CD「シスコ」をリリース。同日に行われたライブイベント会場で無料配布された。また、このライブを最後にちとせの学業専念のため一時活動を休止。           |
|        | 12月0000 | 活動再開。 |
| 2017年 | 03月21日 | 初の自主企画「春になってしまう前に」を開催。さえのラストライブとなった。また、同日より自主制作CD『はしる、夜』をライブ会場限定販売。                           |
|        | 05月10日 | さえの脱退が発表される。 |
| 2018年 | 01月27日 | 夜の最前線のミニアルバムリリースイベントに出演。この公演よりもりもとが正式加入、現行体制となる。                                                               |
|        | 09月01日 | 自主制作CD『恋人』をリリース。 |
| 2019年 | 04月24日 | 同日よりインディーズレーベル「D.T.O.30.」所属となる。 |
|        | 10月23日 | ミニアルバム『かけがえなくなりたい』をリリース。初の全国流通音源となる。                                                                                       |
|        | 11月07日 | 『かけがえなくなりたい』のリリースツアー「マイ フェイバリット」を東名阪3ヶ所で開催（～翌年1月17日、全3公演）。自主企画としては初のツアー形式での開催となった。 |
| 2020年 | 08月26日 | 2ndミニアルバム『心は洗濯機のなか』をリリース。当初は同年5月27日の発売を予定していたが、新型コロナウィルス感染症拡大の影響を受け延期されていた。               |
| 2021年 | 10月06日 | 3rdミニアルバム『突き動かされてく僕たちは、』リリース。 |
| 2022年 | 05月07日 | 東阪ワンマンライブ「SAVE YOUR YOUTH」を開催。初めて全公演がワンマンで行われたライブとなった。                                                                  |
|        | 10月14日 | 翌年1月25日にGetting Betterよりメジャーデビューすることを発表。                                                                                                |
| 2023年 | 01月25日 | 1stフルアルバム『わたしのノクターン』をGetting Betterよりリリース、メジャーデビューを果たす。                                                                  |
|        | 08月02日 | 配信シングル『GIRL AND』をリリース。同楽曲は東映配給映画『17歳は止まらない』の主題歌に起用され、初の映画タイアップとなった。                                   |

## エピソード

### バンド結成のいきさつ
高校卒業間際の2013年、ちとせといしはらがカラオケに行った際、ちとせの歌声に感銘を受けたいしはらがTwitterに「ちとせの声好きやからちとせボーカルでバンドとかしたかったなあ」と投稿。これを見たちとせが意気投合し結成に至った。ドラマーに関しては、ちとせ・いしはらの同級生で共通の友人であったさえを「とりあえず1ヶ月でもいいからドラム叩いてくれへん？」と説得し加入させ、この3人でカネヨリマサルとしての活動がスタートした。

### バンド名の由来
ちとせ曰く「人の名前」「おじさんみたいなイメージ（笑）」とのこと。いしはらは「英語のバンド名はたくさんあるし、自分たちが付けても埋もれてしまうのではないか」という懸念から、「親しみやすい、自分たちが思いつきやすいものとして人名にした」と語っている。
ちとせは「結成後1年間くらいは（このバンド名にしたことを）めっちゃ後悔した」と述懐しているが、「“カネヨリマサル”として知ってもらえた人がいると思うと後戻りできないので、もう大丈夫です（笑）」とも語っている。

### その他
- 現メンバー全員がBUMP OF CHICKEN、チャットモンチーからの影響を公言している。
- ちとせ・いしはらはThe SALOVERSの熱心なファンでもあり、「The SALOVERSと対バンしたくてバンドを組んだと言っても過言ではないくらい」[2][9]と語っている。The SALOVERSはカネヨリマサル結成の翌年に活動を休止しているが、2023年にThe SALOVERSの後継ともいえるTHE 2との対バンライブを開催、宿願を果たした。

## ディスコグラフィ

### 参加作品
| 発売日         | アーティスト・タイトル                               | 規格品番          | レーベル       | 楽曲名           | 参加パート                 |
| -------------- | ---------------------------------------------------- | ----------------- | -------------- | ---------------- | -------------------------- |
| 2019年01月16日 | V.A. 『V.A NOSIDE Vol.2』                            | CD COOF-0014      | Coof Records   | 「FRIEND」       | 楽曲参加                   |
| 2020年05月10日 | V.A. 『V.A THE LOVES OF TRUST RECORDS』              | CD RCFOLH-1001    | TRUST RECORDS  | 「FRIEND」       | 楽曲参加                   |
| 2020年06月01日 | V.A. 『GOOD MORNING TONIGHT』                        | CD TONIGHT-9002   | TRUST RECORDS  | 「ただの備忘録」 | 楽曲参加                   |
| 2020年06月07日 | V.A. 『ここにある音楽12 LIVE HOUSE AID IN MIHOUDAI』 | 配信 規格品番なし | 見放題レコーズ | 「グッドバイ」   | 楽曲参加                   |
| 2020年10月14日 | Allancmo 『OVERHEAT』                                | 配信 規格品番なし | ―              | 「万華鏡」       | ボーカル（ちとせ）         |
| 2020年12月16日 | EVERLONG 『EVERLINK∞』                               | CD RCTR-1094      | TRUST RECORDS  | 「ヨナギ」       | ボーカル、ギター（ちとせ） |
| 2021年09月08日 | V.A. 『TV ANIMATION Sonny Boy soundtrack 2nd half』  | LP VTJL-6         | flying DOG     | 「今日の歌」     | 楽曲参加                   |
| 2021年09月08日 | V.A. 『TV ANIMATION Sonny Boy soundtrack』           | CD VTCL-60548     | flying DOG     | 「今日の歌」     | 楽曲参加                   |
| 2023年03月15日 | kobore 『HUG』                                       | CD COCP-41981     | 日本コロムビア | 「雨恋」         | ゲストボーカル（ちとせ）   |

## タイアップ一覧
| 使用年 | 曲名                 | タイアップ先                                                                              |
| ------ | -------------------- | ----------------------------------------------------------------------------------------- |
| 2020年 | NO NAME              | モンスターストライク×マッドハウス オリジナルショートムービー『絶望粉砕少女∞アミダ』主題歌 |
| 2021年 | 今日の歌             | テレビアニメ『Sonny Boy』劇中曲                                                           |
| 2021年 | 南十字星             | TBS『よるのブランチ』2021年7・8月度エンディングテーマ                                     |
| 2022年 | 本当はどうでも       | JACCSショートムービー「戦略的休日籠城作戦」タイアップ曲                                   |
| 2022年 | 二人                 | JR西日本「青春まきもどし旅」プロモーションテーマソング                                    |
| 2022年 | I was                | 富山テレビ「BBT MUSIC SELECTION」2022年10月度オープニングテーマ                           |
| 2023年 | さくら色             | ヤマダデンキ新生活キャンペーン「ヤマダならまるっと揃う」編CMソング                        |
| 2023年 | GIRL AND             | 映画『17歳は止まらない』主題歌                                                            |
| 2023年 | わたし達のジャーニー | Leminoオリジナルドラマ『放課後ていぼう日誌』主題歌                                        |
| 2024年 | ハッピーニューデイ   | フジテレビ系『めざまし8』6・7月エンディングテーマ                                         |
| 2025年 | ぜんぶオーライ!      | Prime Video「君のこころが観たいもの。」編CMソング                                         |

## ヘヴィー・ローテーション/パワープレイ

### ラジオ
| 放送年 | 曲名 | ラジオヘヴィー・ローテーション/パワープレイ                  |
| ------ | ---- | ------------------------------------------------------------ |
| 2022年 | 背中 | TOKYO FM「Skyrocket Company」1月度【スカレコ～社員のうた～】 |

## ライブ

### 主催ライブ・ツアー
- 中止・延期された公演は取消線をつけて、振替公演は赤色で表記。

### 参加イベント
- 開催中止・出演辞退したイベントは取消線をつけて表記。

## 出演
現在放送中の番組は太字で表記。

### ラジオ
- まさるずないと（FM愛知、2020年4月4日～2023年3月25日、毎週土曜日）
- WEST SIDE JUNK ROCK（YES-fm、2020年10月21日～2021年9月15日、毎月第3水曜日）
- カネヨリマサルの「青春ロック部屋」（TOKYO FM『RADIO BLAST』内コーナー、2022年4月8日～）
- カネヨリマサルのFM ROCK KIDS（FM北海道、2023年4月2日～9月24日、毎週日曜日）[14]
- まさる倶楽部（FM愛知「Makiの楽屋トーク」内コーナー、2023年4月29日～、毎月最終土曜日）
- 週刊ヤングフライデー（MBSラジオ、2023年7月7日～、毎週金曜日） ：ちとせのみ出演

### テレビ
- メイプル超音楽（CBCテレビ、2020年5月9日）